# کسوف (فیلم ۲۰۰۹)
کسوف (انگلیسی: The Eclipse) یک فیلم درام است که در سال ۲۰۰۹ منتشر شد. از بازیگران آن می‌توان به کیران هایندز و آیدان کوئین اشاره کرد.